# Flanders Field American Cemetery and Memorial
Flanders Field American Cemetery and Memorial – amerykański cmentarz wojenny położony w belgijskiej miejscowości Waregem. Na cmentarzu jest pochowanych 411 żołnierzy amerykańskich, którzy polegli podczas I wojny światowej w trakcie trwania amerykańsko-francuskiej ofensywy w regionie Ypres-Lys. Wszyscy pochowani na cmentarzu żołnierze służyli w 91. Amerykańskiej Dywizji Piechoty.
Cmentarz jest administrowany przez Amerykańską Komisję Cmentarzy Wojennych (ang. American Battle Monuments Commission ABMC). Łączna jego powierzchnia wynosi ponad 24 000 m². Podobnie jak większość cmentarzy alianckich z I wojny światowej, ziemia oraz teren pod budowę zostały przygotowane przez rząd belgijski. Na środku cmentarza znajduje się czworokątna kaplica, wykonana z białego kamienia. W środku kaplicy zostały umieszczone imiona 43 amerykańskich żołnierzy, których tożsamość pozostała niezidentyfikowana. Oficjalne otwarcie cmentarza nastąpiło w 1937.
Cmentarz jest otwarty codziennie w godzinach 9–17 z wyjątkiem 25 grudnia oraz 1 stycznia. ABMC nadzoruje kontrolę także nad dwoma innymi cmentarzami wojennymi na terenie Belgii: Amerykańskim Cmentarzem w Ardenach oraz Cmentarzem Wojennym w Henri-Chapelle (oba cmentarze pochodzą z II wojny światowej).